# Goliathini
I Goliathini Krikken, 1984, sono una tribù  di Coleotteri scarabeidi cetonini diffusi principalmente, ma non esclusivamente, in Africa.

## Morfologia
I Goliathini sono caratterizzati da appendici cefaliche più o meno sviluppate sul clipeo dei maschi.

Le dimensioni di molte specie sono grandi o talora gigantesche.
Tra queste ultime ricordiamo il genere Goliathus, comunemente chiamato Golia, che comprende i più grandi scarabeidi del mondo.
Alcuni dinastini, come lo Scarabeo Ercole, possono raggiungere lunghezze maggiori grazie allo sviluppo straordinario di corna cefaliche, ma il corpo dei Golia è comunque di dimensioni superiori.

Le specie del genere Goliathus, sono di colore opaco e la superficie del corpo appare vellutata, mentre altre specie hanno colori metallici e superficie liscia, più o meno brillante, talvolta verde o con disegni a colore contrastante.

## Biologia

### Adulto
Come la maggior parte degli scarabeidi di grandi dimensioni, gli adulti dei Goliathini frequentano il tronco degli alberi e si nutrono della linfa che sgorga dalle ferite.

Alcune specie sono notturne e volano come gli altri cetonini, cioè solo con l'ausilio delle ali posteriori e con le elitre chiuse.

### Larva
Le larve dei Goliathini vivono nel suolo o alla base di tronchi d'alberi marcescenti, dove si nutrono di sostanze vegetali in decomposizione.

L'allevamento di alcuni Goliathini è possibile anche in paesi temperati, a patto di tenere l'allevamento in un luogo sufficientemente caldo e umido anche durante l'inverno.

Come gli altri Cetoniinae e i Dynastinae, la larva costruisce un bozzolo di escrementi propri agglutinati con la propria saliva al momento di impuparsi.

## Curiosità
Le larve del Genere Goliathus costituiscono una ghiottoneria per alcune tribù africane, che le servono fritte in olio di palma.

## Sistematica
La tribù comprende i seguenti generi: Amaurodes - Anisorrhina - Argyrophegges - Cheirolasia - Chelorrhina - Chlorocalla - Dicronorhina - Diplognatha - Dypsilophora - Eudicella - Fornasinius - Gnathocera - Goliathus - Hegemus - Heterorrhina - Hypselogenia - Ichnestoma - Mecynorhinella - Plaesiorrhinella - Pseudotorynorrhina - Stephanorrhina - Trigonophorus

## Galleria d'immagini

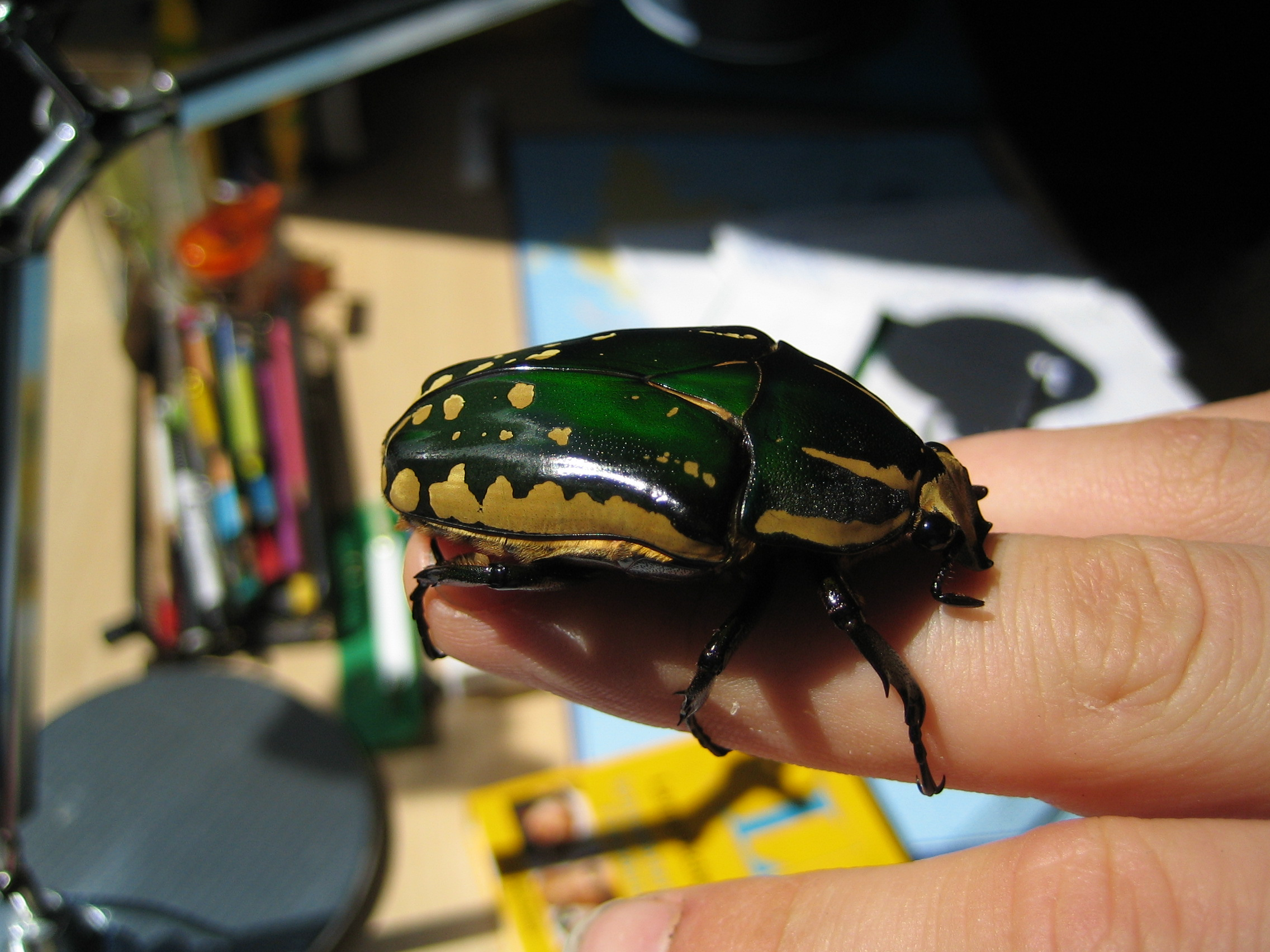
Chelorrhina polyphemus (Fabricius, 1781) ♀
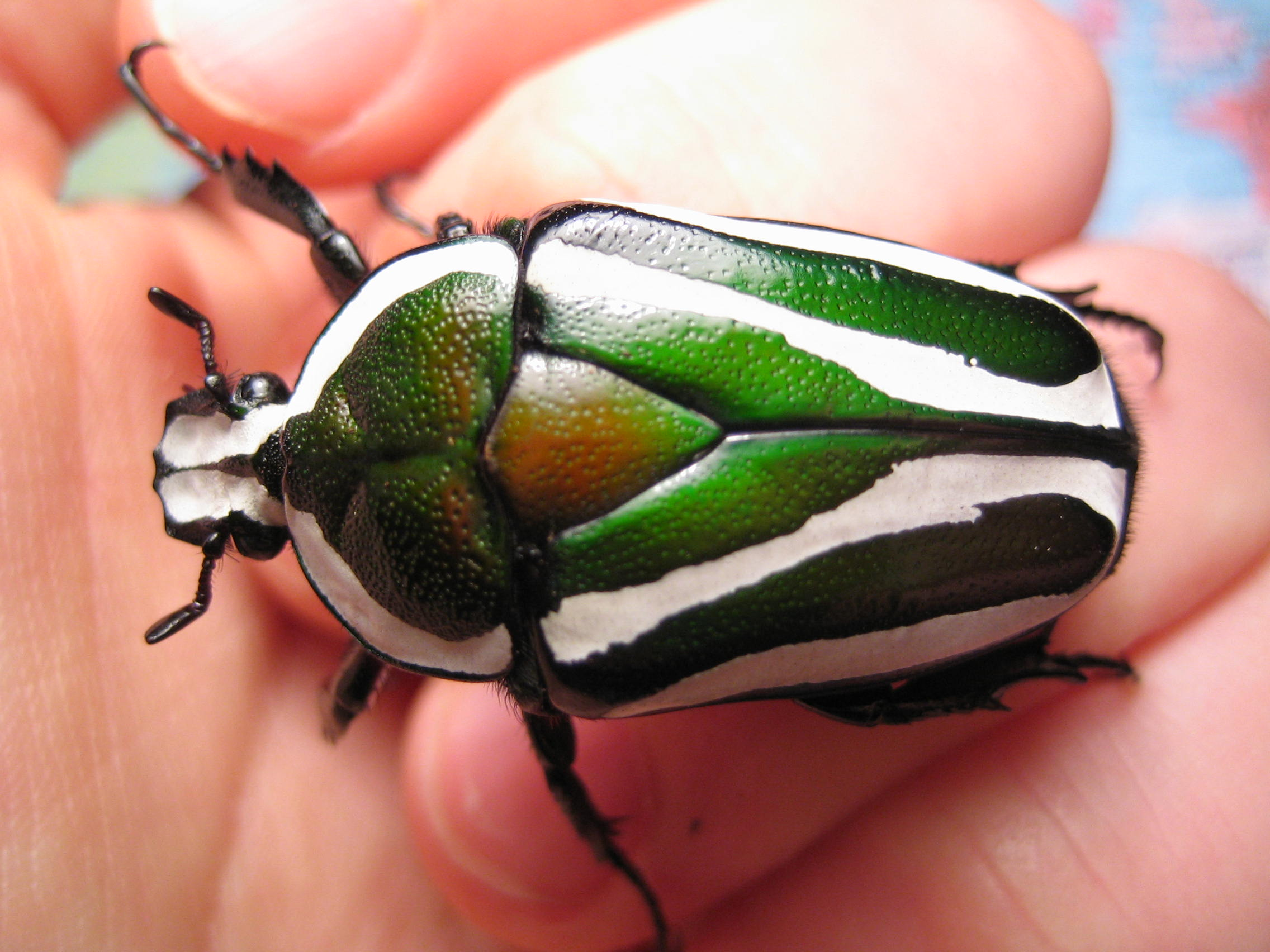
Dicronorrhina derbyana Westwood, 1843 ♀
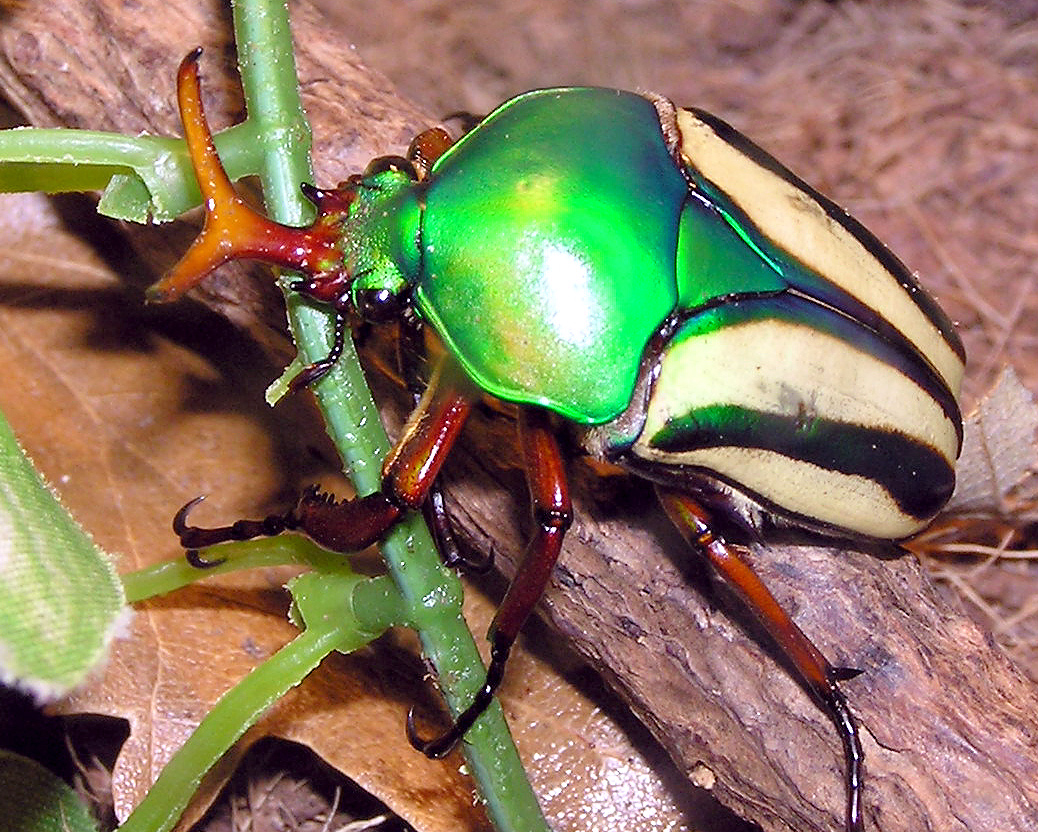
Eudicella gralli (Buquet, 1836) ♂
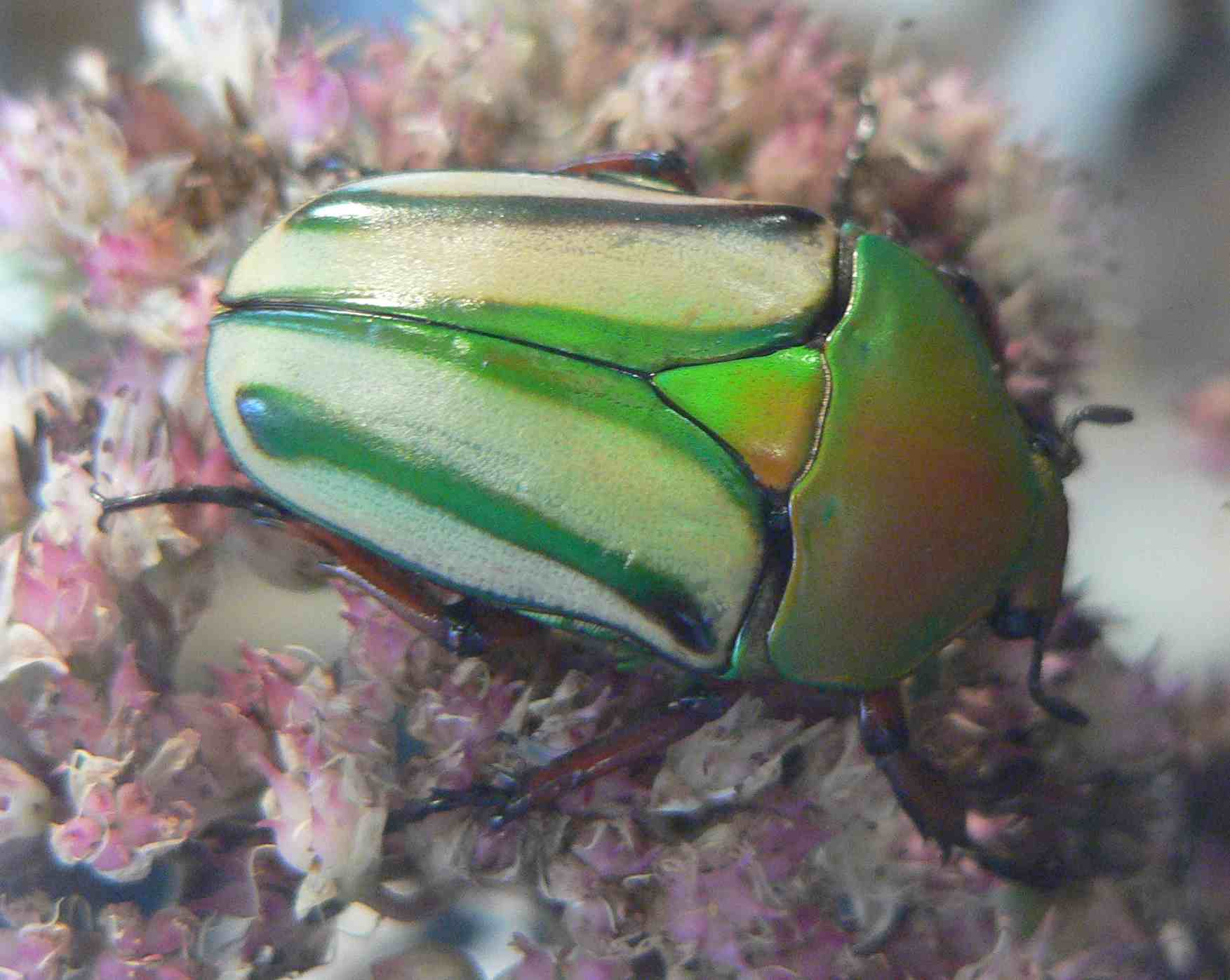
Eudicella gralli (Buquet, 1836) ♀
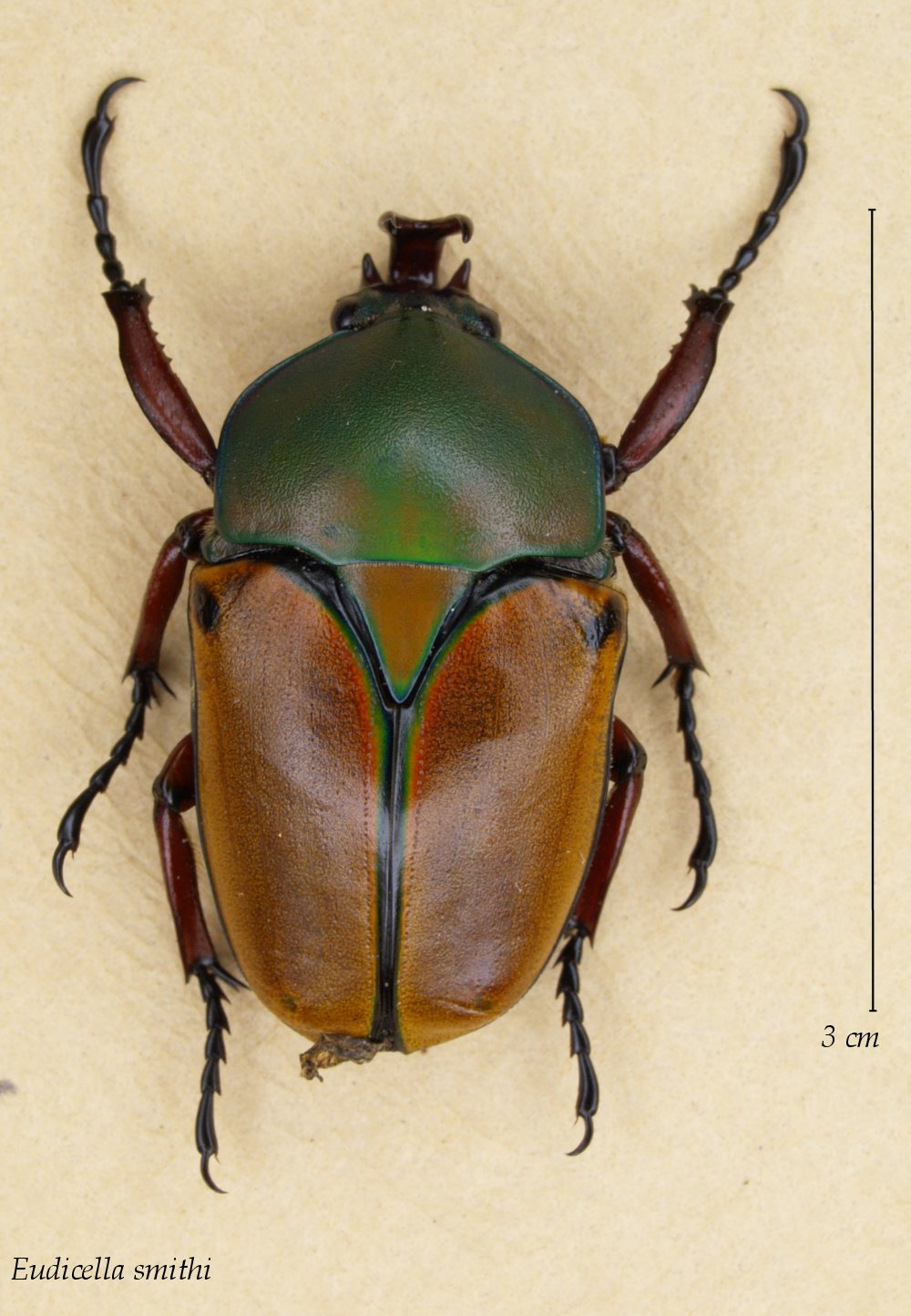
Eudicella smithi (MacLeay, 1838) ♂
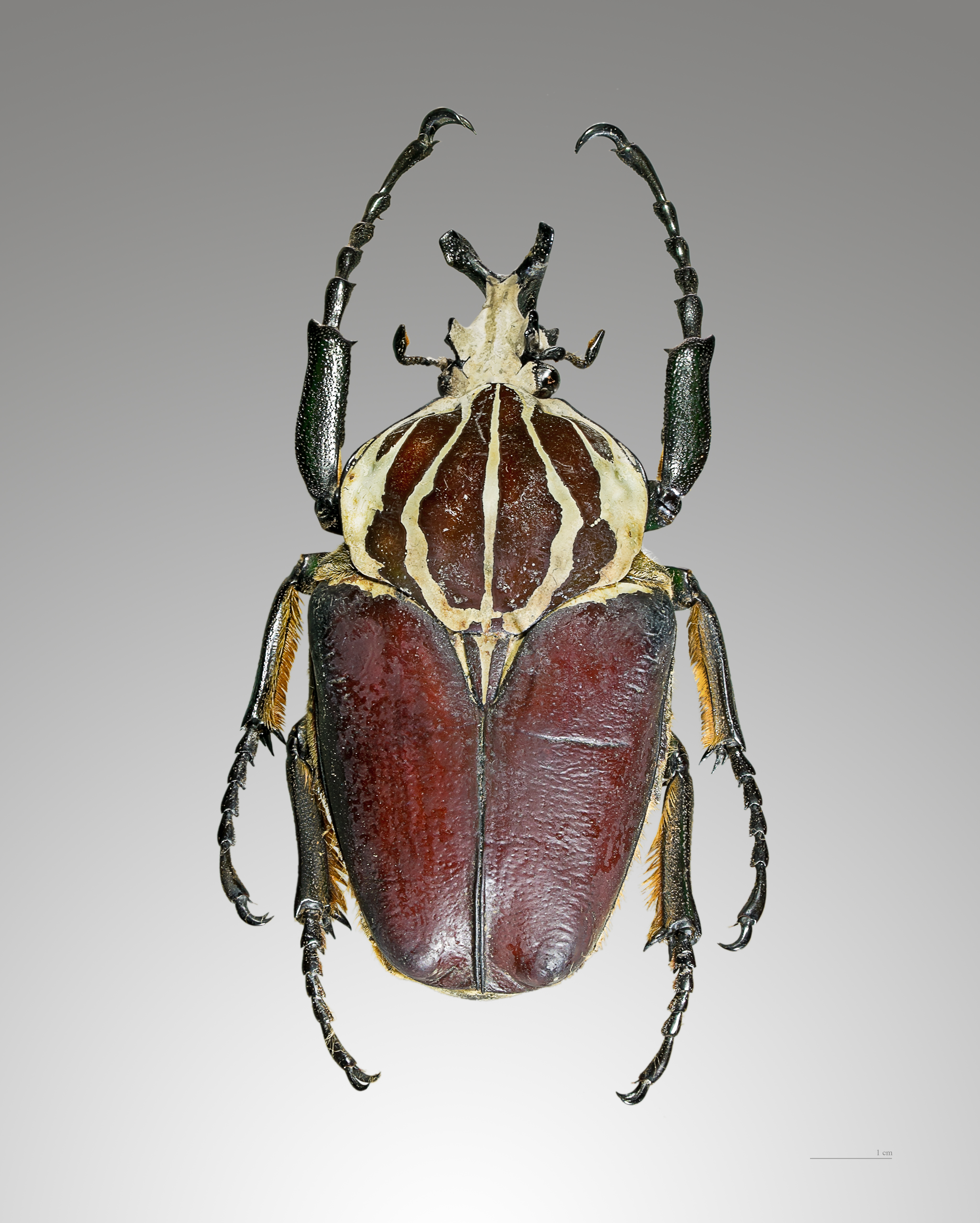
Goliathus goliatus (Linnaeus, 1771) ♂
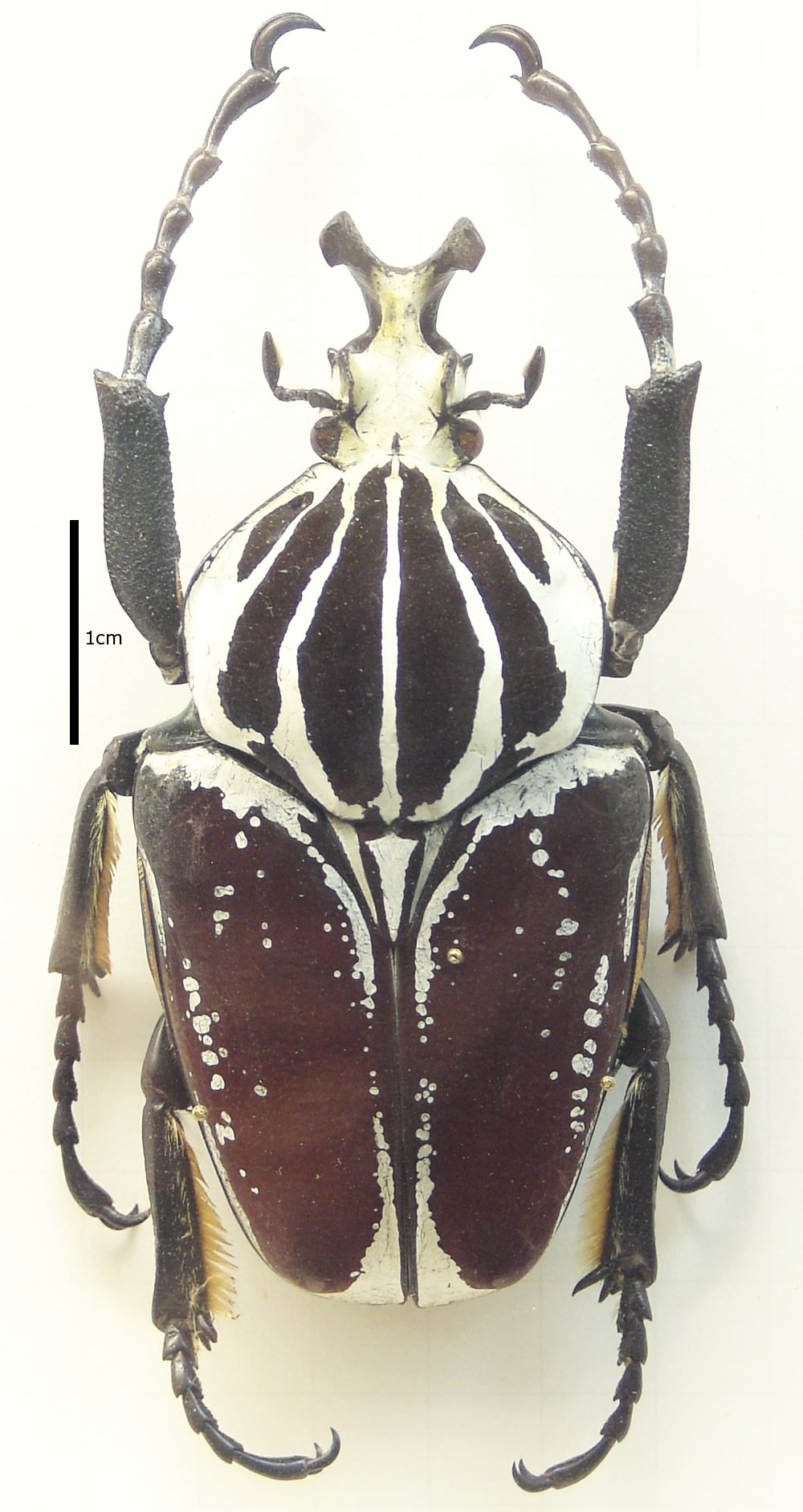
Goliathus goliatus var. conspersus Kraatz, 1895 ♂
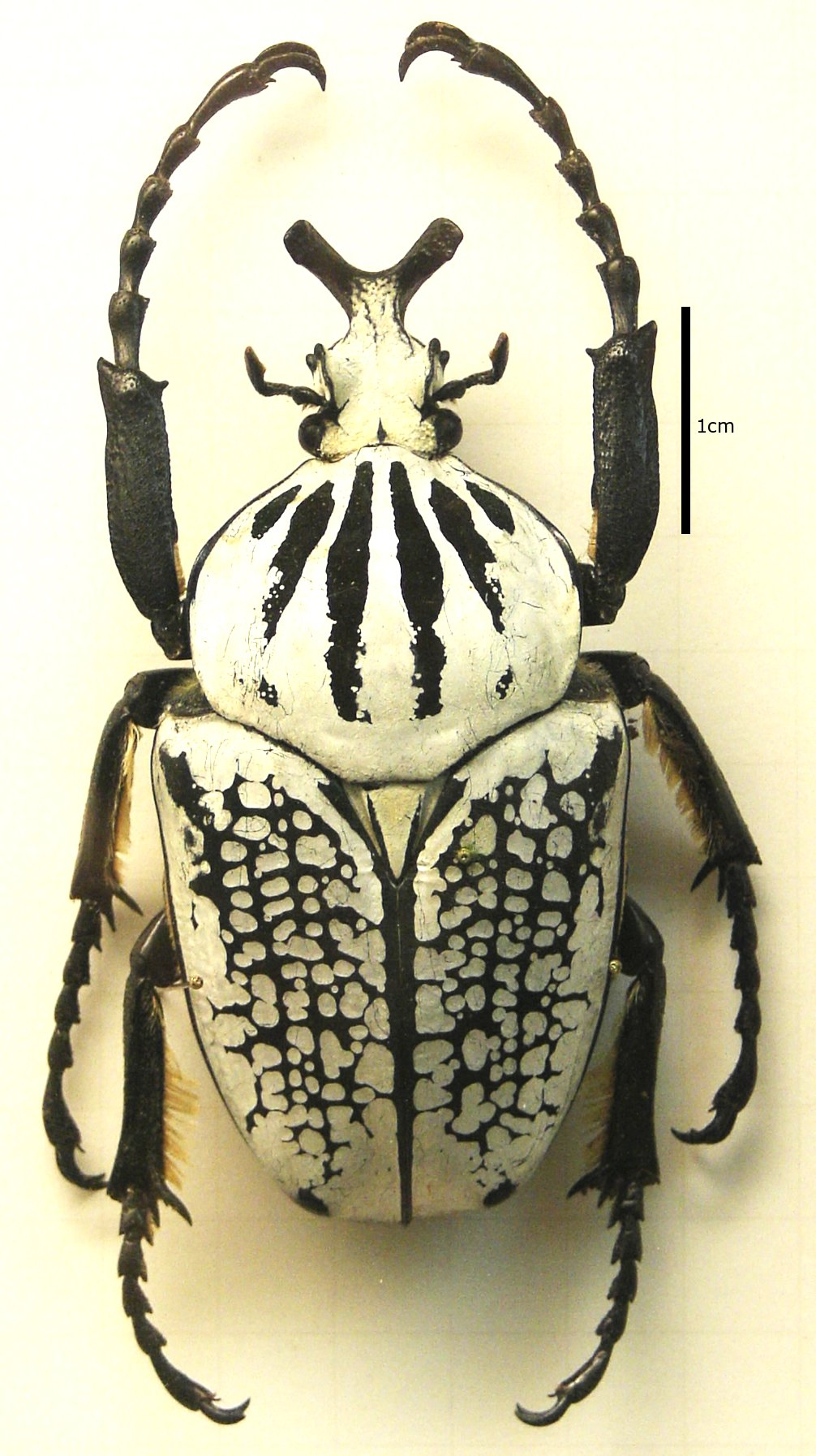
Goliathus orientalis Moser, 1909 ♂
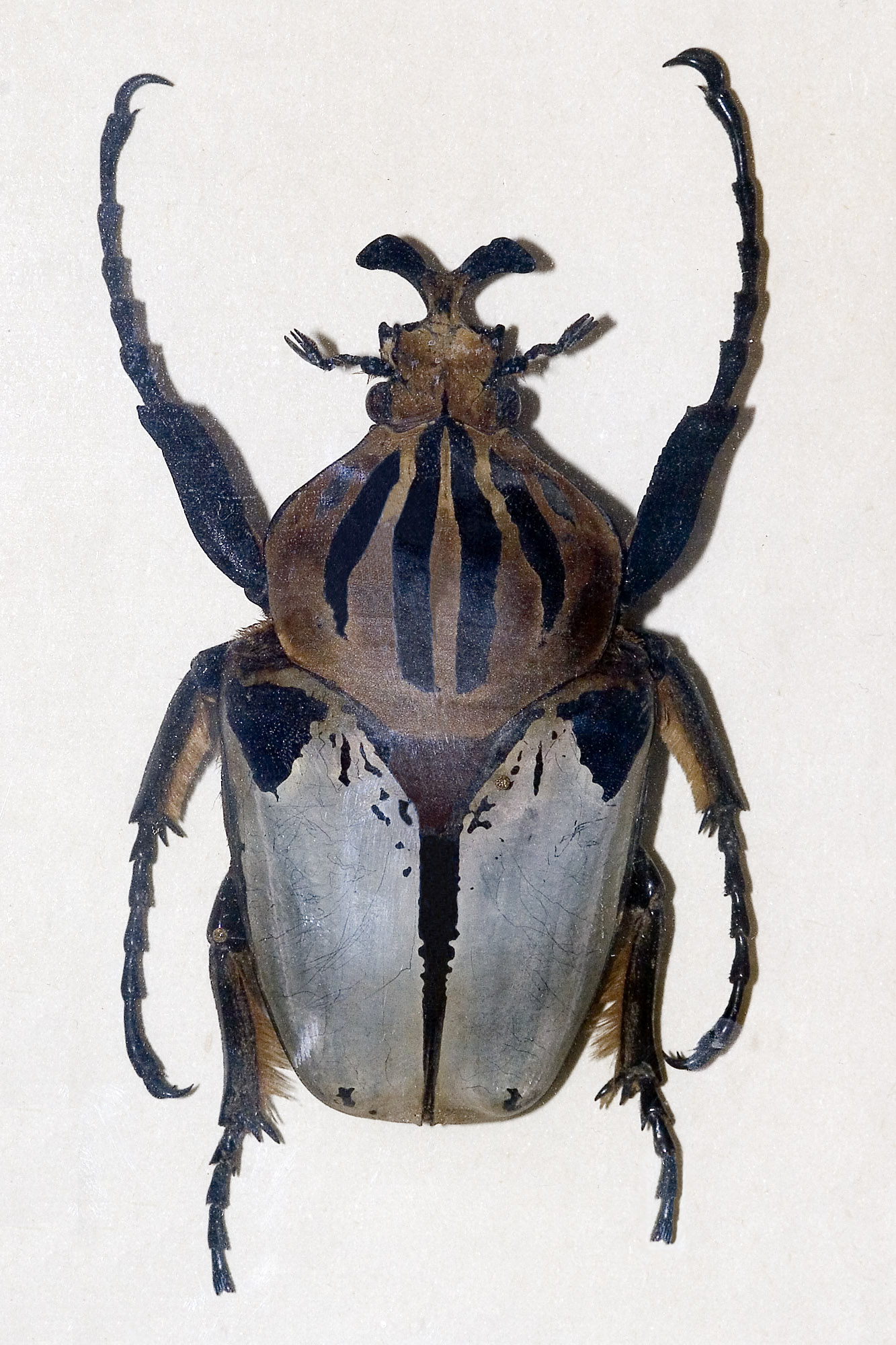
Goliathus cacicus (Olivier, 1789) ♂
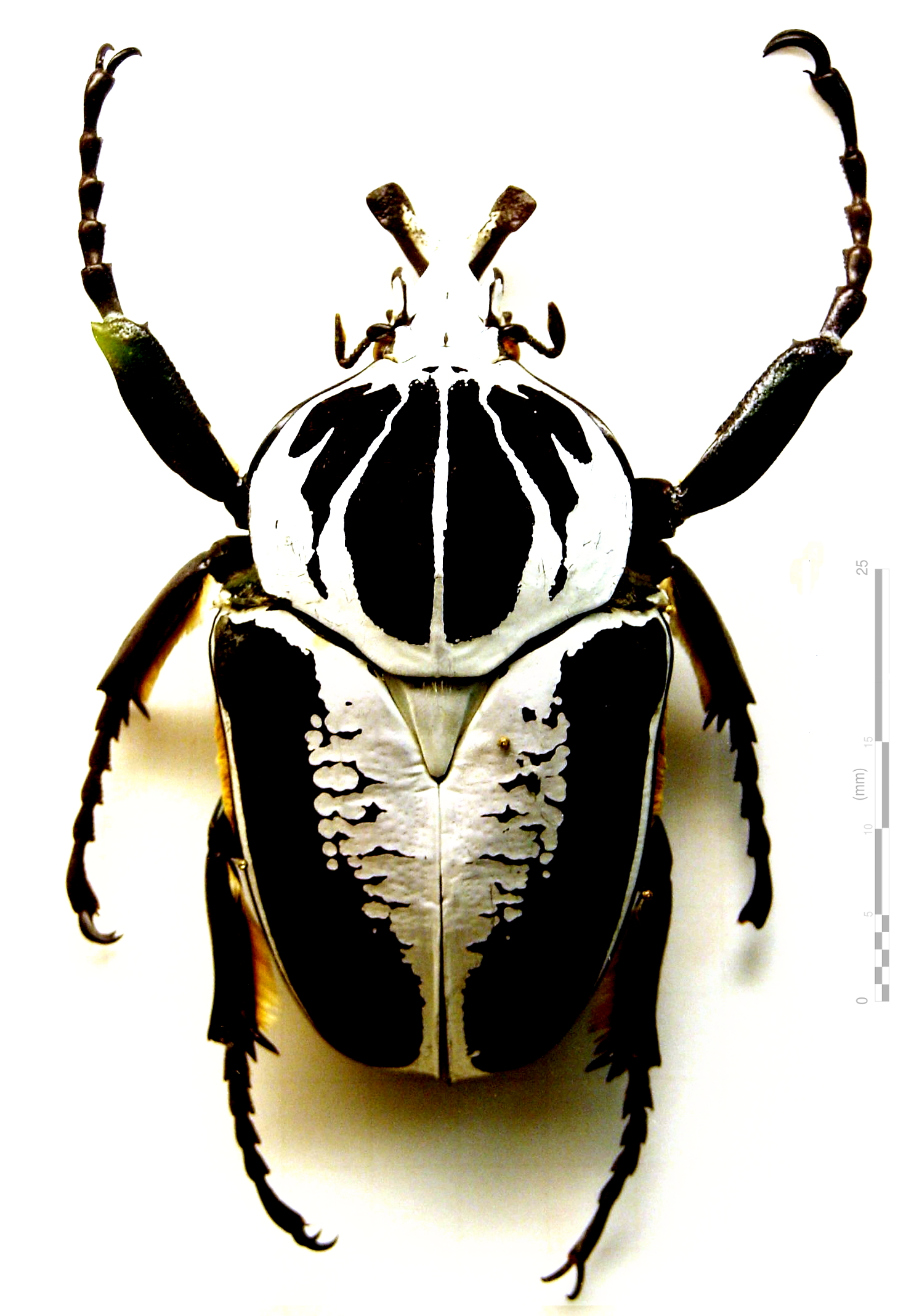
Goliathus regius Klug, 1835 ♂
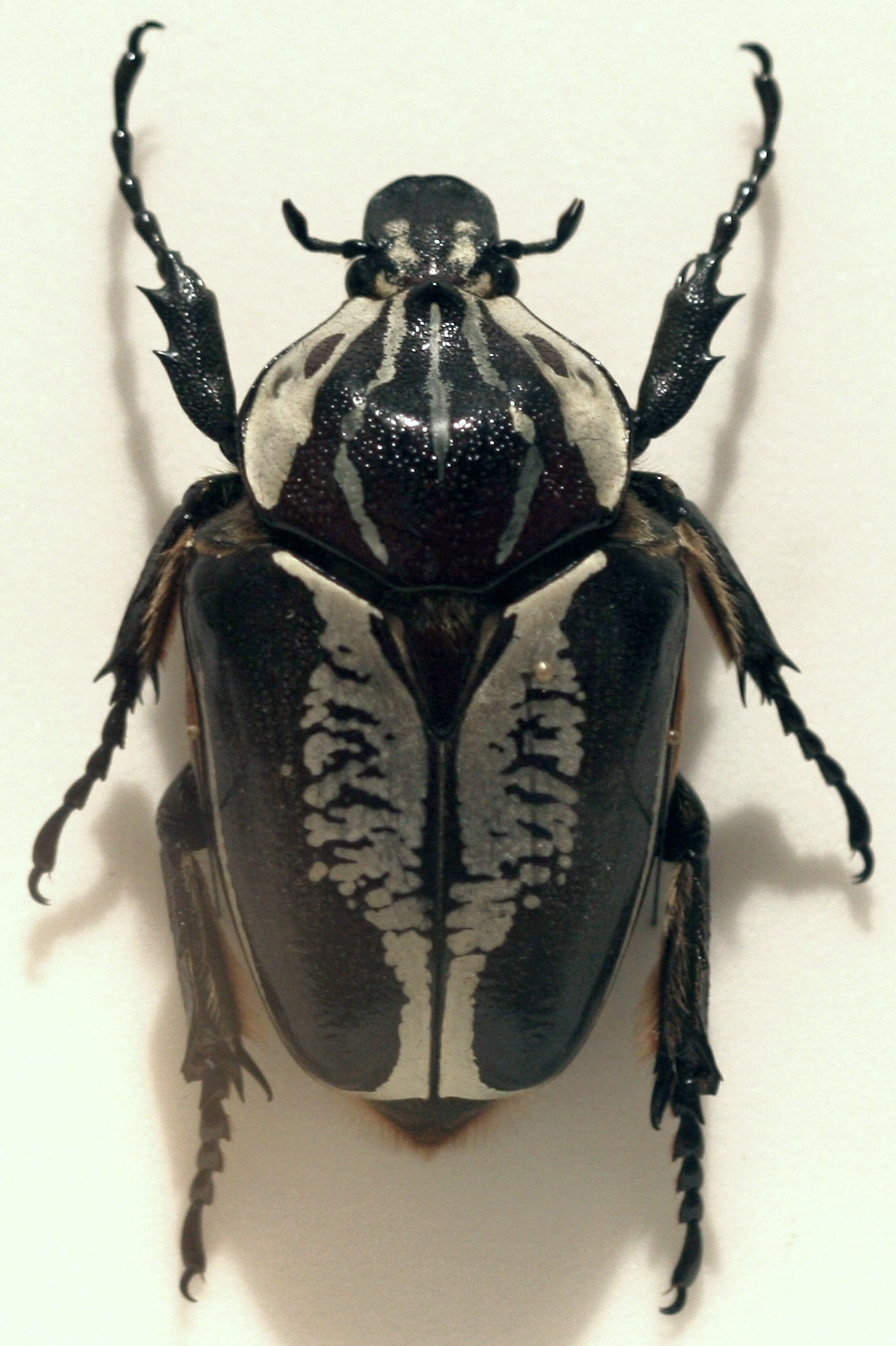
Goliathus regius Klug, 1835 ♀